# 石田淳
石田 淳（いしだ あつし、1962年 - ）は、日本の政治学者。専門は国際政治学。東京大学大学院総合文化研究科教授。坂本義和に師事。

## 経歴
- 1981年：東京大学教養学部文科1類入学
- 1985年：東京大学法学部卒業[4]
- 1987年：同大学院法学政治学研究科修士課程修了[4]
- 1995年：シカゴ大学政治学部からPh.D.（Political Science）を取得[4]
- 1996年：東京都立大学 (1949-2011)法学部助教授（2001年まで）
- 2001年：同教授（2002年まで）、日本平和学会理事（～現在）[5]
- 2002年：東京大学社会科学研究所助教授（2005年まで）
- 2006年：日本国際政治学会理事（～現在）[5]
- 2005年：東京大学大学院総合文化研究科教授[6]
- 2009年：国際法学会理事（2012年まで）[5]
- 2010年：日本平和学会第19期会長（2011年まで）[7]
- 2014年：日本国際政治学会副理事長（2016年まで）[8]
- 2016年：同理事長（2018年まで）[9]

## 著書

### 共著
- （中西寛・田所昌幸）『国際政治学』（有斐閣、2013年）

### 共編著
- （藤原帰一・李鍾元・古城佳子）『国際政治講座』（東京大学出版会、2004年-）
- （大芝亮・古城佳子）『日本の国際政治学(2)国境なき国際政治』（有斐閣、2009年）

### 訳書
- マイケル・ウォルツァー編『グローバルな市民社会に向かって』（日本経済評論社、2001年）

## 論文

### 単著
- 「国内所得配分の対外政策効果」『理論と方法』10巻2号（1995年）
- 「国際政治理論の現在――対外政策の国内要因分析の復権（上・下）」『国際問題』447/448号（1997年）
- 「国内政治体制と国際紛争――デモクラティック・ピース論再考」『平和研究』22号（1997年）
- "Electoral Incentives and the Political Economy of National Defense Spending Decisions," in Strategic Politicians, Institutions, and Foreign Policy, edited by Randolph M. Siverson. (The University of Michigan Press, 1998).
- 「均衡としてのアナーキー――理論的考察」『国際政治』117号（1998年）
- 「政治制度の数理分析――『制度による均衡』と『均衡としての制度』」『オペレーションズ・リサーチ』43巻7号（1998年）
- 「国際政治学における分析レヴェルの問題」『社会科学研究』50巻2号（1999年）
- 「コンストラクティヴィズムの存在論とその分析射程」『国際政治』124号（2000年）
- 「国内紛争への国際介入」木村汎編『国際危機学――危機管理と予防外交』（世界思想社、2002年）
- 「国際安全保障の空間的ガヴァナンス」河野勝編『制度からガヴァナンスへ――社会科学における知の交差』（東京大学出版会、2006年）
- 「国内秩序と国際秩序の《二重の再編》――政治的共存の秩序設計」『国際法外交雑誌』105巻4号（2007年）
- 「序論 国際秩序と国内秩序の共振」『国際政治』147号（2007年）
- 「介入と撤退――平和構築の構想と幻想」『国際問題』564号（2007年）
- 「戦争の変貌と国際秩序の変動」阪口正二郎編『岩波講座憲法(5)グローバル化と憲法』（岩波書店、2007年）
- 「グローバル化時代の境界と『新しい戦争』」黒沢文貴編『戦争・平和・人権――長期的視座から問題の本質を見抜く眼』（原書房、2010年）
- 「国際関係論はいかなる意味においてアメリカの社会科学か――S・ホフマンの問い（1977年）再考――」『国際政治』第160号（2010年）
- 「外交における強制の論理と安心供与の論理――威嚇型と約束型のコミットメント」法政大学比較経済研究所／鈴木豊編『ガバナンスの比較セクター分析――ゲーム理論・契約理論を用いた学際的アプローチ』（法政大学出版局、2010年）
- 「弱者の保護と強者の処罰――《保護する責任》と《移行期の正義》が語られる時代」『年報政治学』61号（2011年）
- 「コミットメントの罠――現状維持の覚悟と錯誤」鈴木基史・岡田章編『国際紛争と協調のゲーム』（有斐閣、2013年）
- 「動く標的――慎慮するリアリズムの歴史的文脈」『国際政治』第175号（2014年）
- 「安全保障の政治的基盤」遠藤誠治・遠藤乾編『安全保障とは何か（シリーズ 日本の安全保障 1）』（岩波書店、2014年）
- 「トマス・シェリングを読む坂本義和――合理的選択論の選択的導入」大矢根聡編『日本の国際関係論――理論の輸入と独創の間』（勁草書房、2016年）
- 「輸入国際関係論の限界」前掲書

### 共著
- （石黒馨）「国内平和の国際的条件」『社会科学研究』55巻5・6号（2004年）